# East Tilbury
East Tilbury est un village de l'Essex, en Angleterre. Il est situé dans le sud du comté, au nord de l'estuaire de la Tamise. Administrativement, il relève de l'autorité unitaire de Thurrock. En 2011, le quartier comptait 6 363 habitants.

## Histoire
À l'époque saxonne, l'emplacement où se trouve aujourd'hui l'église Sainte-Catherine (à droite) était entouré de marais côtiers. Il s'agit de l'emplacement probable de l'église paroissiale fondée par saint Cedd à Tilaburg.
De 1894 à 1936, East Tilbury fait partie du district rural d'Orsett. En 1931, la paroisse comptait 353 habitants.

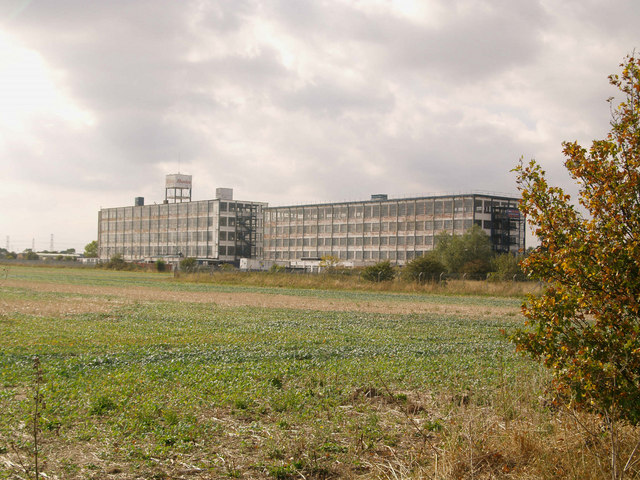
L'usine Bata de John Winfield

La construction d'une usine de chaussures Bata dans les années 1930 a entraîné un développement substantiel à East Tilbury. L'usine a depuis fermé.
L'entreprise Bata a développé non seulement une usine, mais aussi une ville pour les ouvriers, construite dans le style moderniste, et un important parc de bâtiments classés subsiste. Une importante main d'œuvre tchèque a été relocalisée ici et s'est intégrée à la communauté locale après la perte des liens avec la Tchécoslovaquie après la Seconde Guerre mondiale. Le père de l'administrateur artistique John Tusa, également appelé John (Jan), était directeur général de l'usine à la fin des années 30.

## Communications et installations
La ville est desservie par la gare d'East Tilbury sur la branche Tilbury du service c2c de London Fenchurch Street à Southend Central via Ockendon . East Tilbury est également desservi par la ligne 374 de Nibs Buses qui circule entre la gare routière de Grays et Basildon du lundi au samedi.

## Développements
La zone fait partie de la zone de réaménagement de Thames Gateway et la responsabilité de la livraison dans cette zone incombe à la Thurrock Development Corporation. De vastes sections de terres de la ceinture verte métropolitaine ont été réservées au développement; elles devraient comprendre 14 000 logements et fournir 20 000 emplois. East Tilbury est l'une des sept zones de conservation de Thurrock.
À l'extrémité nord de la ville se trouve un petit parc appelé « Gobions Park ». Ce projet a reçu une subvention de développement de 50 000 £ en 2009. Le nom pourrait provenir de Sir Richard Gobion de Up Havering .
À la fin des années 1950, Esso Petroleum a élaboré des plans provisoires pour construire une raffinerie de pétrole dans les marais d'East Tilbury. En 1956, Tilbury Contracting & Dredging a vendu un terrain qu'elle possédait à East Tilbury à Esso Petroleum pour environ 250 000 £. Le terrain est indiqué sur une carte non datée établie par le ministère de l'Énergie qui identifie également les sites d'Occidental Refineries Limited et d'United Refineries Limited sur l'île de Canvey, ce qui date la carte d'environ 1971.